# ロイ・グラウバー
ロイ・ジェイ・グラウバー（Roy Jay Glauber、1925年9月1日 - 2018年12月26日）は、アメリカ合衆国の理論物理学者である。ハーバード大学教授、アリゾナ大学非常勤講師を務めた。「光のコヒーレンスの量子理論への貢献」により、2005年のノーベル物理学賞を受賞した。

## 若年期と教育
グラウバーは1925年にニューヨークのアシュケナジム系ユダヤ人の家庭に生まれた。
ブロンクス科学高校の第一期生であり、1941年に卒業後、ハーバード大学に進学した。大学在学中、18歳でロスアラモス国立研究所の最年少科学者の一人としてマンハッタン計画に参加した。グラウバーは、原子爆弾の臨界質量の計算に従事した。ロスアラモス研究所で2年間過ごした後、ハーバード大学に戻り、1946年に学士号(AB)を取得、1949年にジュリアン・シュウィンガーの指導のもとで博士号(PhD)を取得した。

## 研究
1963年の論文において、グラウバーは光検出のモデルを構築し、レーザーの光（コヒーレント状態を参照）や電球の光（黒体を参照）など、様々な種類の光の基本的な特性を説明した。グラウバーの理論は量子光学の分野で広く使われている。統計物理学の分野では、1963年に発表された論文において、イジング模型の確率的ダイナミクスを初めて定義し調査したことから、一次相転移のダイナミクスの研究の先駆者となった。また、カウンシル・フォー・ア・リバブル・ワールドの研究部門であるCenter for Arms Control and Non-Proliferationの諮問委員会の委員も務めた。
グラウバーの最近の研究は、光と物質の量子電気力学的相互作用など量子光学の多くの分野の問題を扱っていた。また、ハドロン衝突の解析や、高エネルギー反応で生成される粒子の統計的相関関係など、高エネルギー衝突理論の研究も続けていた。

## 賞と栄誉
グラウバーは以下の賞や栄誉を受けている。
- フランクリン協会（英語版） アルバート・マイケルソン・メダル（英語版）（1985年）[12]
- アメリカ光学会 マックス・ボルン賞（1985年）
- アメリカ物理学会 ハイネマン賞（1996年）
- ノーベル物理学賞（2005年）
- ウィリス・ラム賞（2006年）
- スペイン科学研究評議会（英語版）(CSIC) CSIC金メダル[13]
- 王立協会外国人会員（1997年）[3]

### イグノーベル賞
ハーバード大学で開かれるイグノーベル賞の授与式では、受賞者に対して観客が紙飛行機を投げるのが慣習となっているが、グラウバーは長年に渡り、それを掃除するための「モップ係」を務めていた。なお、2005年は、本物のノーベル賞の授賞式に出席していたため、イグノーベル賞の授賞式は欠席した。なおグラウバーがイグノーベル賞を受賞したことはない。

## 私生活
グラウバーはマサチューセッツ州アーリントンに住んでいた。
1967年のサバティカルの期間に欧州原子核研究機構(CERN)の客員研究員をしていた。
1960年にシンシア・リッチ(Cynthia Rich)と結婚したが、1975年に離婚した。2人の間には息子のジェフリー(Jeffrey)と娘のヴァレリー(Valerie)がおり、5人の孫がいた。
2018年12月26日、マサチューセッツ州ニュートンで死去した。遺体はニューヨーク州ヴァルハラのケンシコ墓地に埋葬された。